# ولاتا
ولاتا (به لاتین: Welata) یک منطقهٔ مسکونی در سری‌لانکا است که در استان مرکزی (سری‌لانکا) واقع شده‌است.